# Cengkir
Cengkir is een bestuurslaag in het regentschap Bojonegoro van de provincie Oost-Java, Indonesië. Cengkir telt 1994 inwoners (volkstelling 2010).